# كرة اليد في السعودية
المنتخب الوطني السعودي لكرة اليد هو الفريق الوطني كرة اليد في المملكة العربية السعودية ويديره الاتحاد السعودي لكرة اليد المدرب الحالي هوبوريس دنيك.

## نتائج

### بطولة أسيا
- بطولة آسيا لكرة اليد للرجال 1977 - المركز الأول
- بطولة آسيا لكرة اليد للرجال 2002 - المركز الثالث
- بطولة آسيا لكرة اليد للرجال 2008 - المركز الثالث
- بطولة آسيا لكرة اليد للرجال 2012 - المركز الثالث

### بطولة العالم
- 1997 - المركز الحادي والعشرون
- 1999 - المركز الثاني والعشرون
- 2001 - المركز الحادي والعشرون
- 2003 - المركز التاسع عشر
- 2009 - المركز الثالث والعشرون
- 2013 - المركز التاسع عشر
- 2015 - المركز الثاني والعشرون
- 2017 - المركز العشرون
- 2019 - المركز الحادي والعشرون

### بطولة آسيا
| عام                                             | مستدير   |
| ----------------------------------------------- | -------- |
| بطولة آسيا لكرة اليد للرجال 1977 الكويت         | 8th      |
| بطولة آسيا لكرة اليد للرجال 1979 الصين          | لم يتأهل |
| بطولة آسيا لكرة اليد للرجال 1983 كوريا الجنوبية | 5th      |
| بطولة آسيا لكرة اليد للرجال 1987 الأردن         | لم يتأهل |
| بطولة آسيا لكرة اليد للرجال 1989 الصين          | 5th      |
| بطولة آسيا لكرة اليد للرجال 1991 اليابان        | 10th     |
| بطولة آسيا لكرة اليد للرجال 1993 البحرين        | 4th      |
| بطولة آسيا لكرة اليد للرجال1995 الكويت          | لم يتأهل |
| بطولة آسيا لكرة اليد للرجال 2000 اليابان        | تصفيات   |
| بطولة آسيا لكرة اليد للرجال 2002 إيران          | 3rd      |
| بطولة آسيا لكرة اليد للرجال 2004 قطر            | 5th      |
| بطولة آسيا لكرة اليد للرجال 2006 تايلاند        | تصفيات   |
| بطولة آسيا لكرة اليد للرجال 2008 إيران          | 3rd      |
| بطولة آسيا لكرة اليد للرجال 2010 لبنان          | 4th      |
| بطولة آسيا لكرة اليد للرجال 2012 السعودية       | 3rd      |
| بطولة آسيا لكرة اليد للرجال 2014 البحرين        | 6th      |
| بطولة آسيا لكرة اليد للرجال 2016 البحرين        | 4th      |
| بطولة آسيا لكرة اليد للرجال 2018 كوريا الجنوبية | 4th      |

## الفريق الحالي
المدرب الحالي: بوريس دينيك

## أعماله
| الرقم | المركز        | الأسم                | الظهور | عدد الأهداف | النادي                        |
| ----- | ------------- | -------------------- | ------ | ----------- | ----------------------------- |
| 1     | حارس المرمي   | عمرو محمد            | 7      | 0           | الأهلي السعودي                |
| 3     | الجناح الأيسر | عبد الله العباس      | 59     | 205         | النور السعودي                 |
| 5     | مدافع         | حسن الجنبي           | 73     | 88          | نادي مضر لكرة اليد            |
| 7     | مدافع         | رامي المطيري         | 82     | 90          | نادي العربي السعودي لكرة اليد |
| 10    | مهاجم         | علي آل إبراهيم       | 30     | 95          | الخليجي                       |
| 13    | جناح يمين     | عبدالعزيز رده سعيد   | 28     | 29          | الأهلي السعودية               |
| 16    | حارس مرمي     | محمد السالم (كرة يد) | 217    | 15          | النور السعودي                 |
| 15    | جناح يمين     | أحمد العبدالعالي     | 127    | 310         | نادي مضر لكرة اليد            |
| 18    | مدافع         | فهد الفرحان (كرة يد) | 16     | 6           | الروضة السعودية               |
| 23    | جناح أيسر     | عبد الله الهليلي     | 25     | 36          | نادي مضر لكرة اليد            |
| 37    | مدافع         | محمد العباس          | 88     | 183         | نادي مضر لكرة اليد            |
| 90    | جناح أيسر     | منير أبو الرحي       | 24     | 37          | نادي مضر لكرة اليد            |
| 99    | مدافع         | عباس الصفار          | 35     | 52          | نادي مضر لكرة اليد            |

## وصلات خارجية
الموقع الرسمي الاتحاد السعودي لكرة اليد